# Liste der Gefängnisse in Island
Die Liste der Gefängnisse in Island führt bestehende und ehemalige Gefängnisse in Island auf.

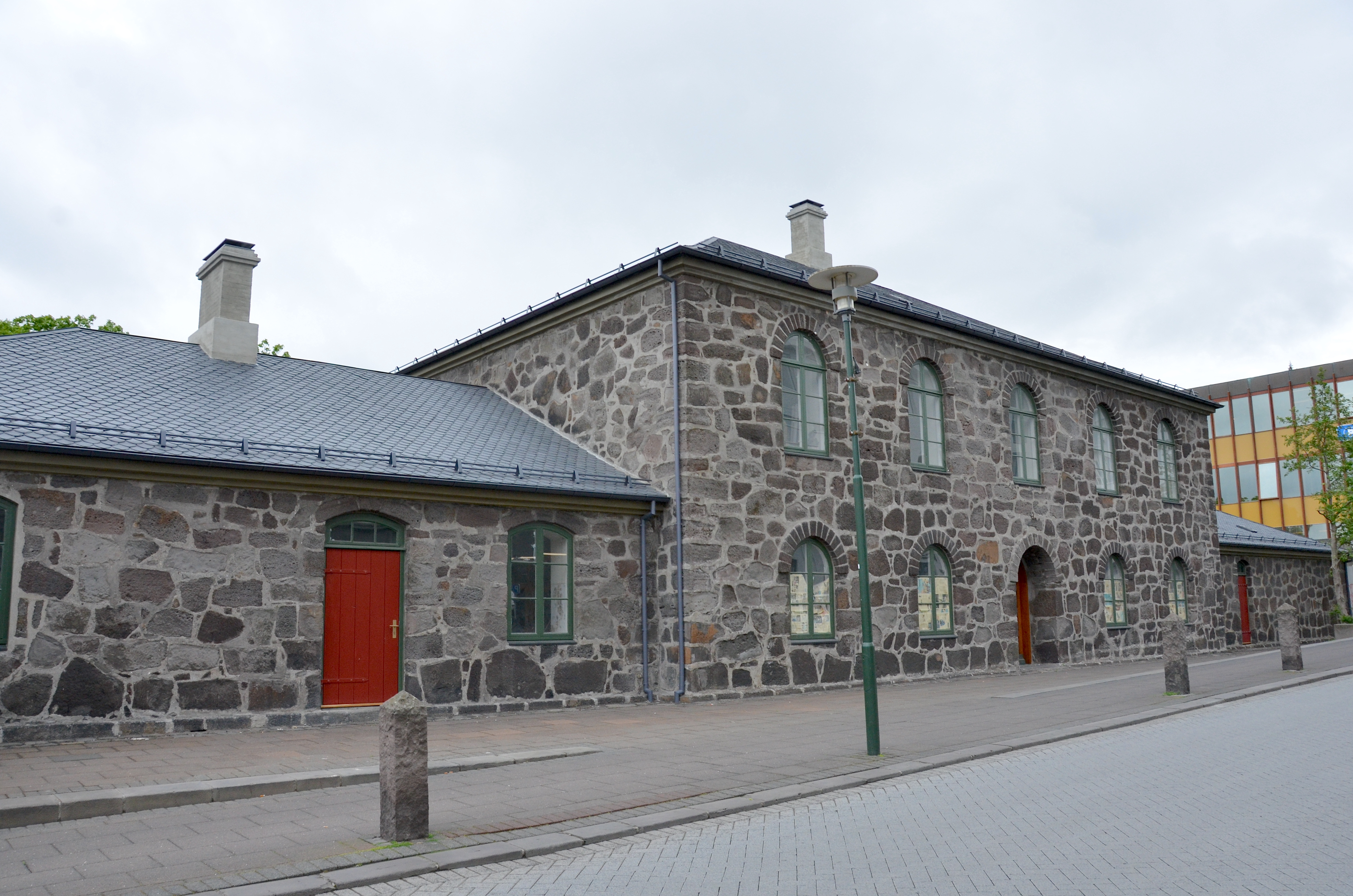
Hegningarhúsið, ehemaliges und ältestes Gefängnis auf Island (Reykjavík)

## Liste
| Name                       | Anschrift                     | Bemerkung                   |
| -------------------------- | ----------------------------- | --------------------------- |
| Hegningarhúsið             | Skólavörðustígur 9, Reykjavík | geschlossen am 1. Juní 2016 |
| Síðumúlafangelsið          | Síðumúli, Reykjavík           | geschlossen im Mai 1996     |
| Gefängnis Kópavogsbraut 17 | Kópavogsbraut 17, Kópavogur   | geschlossen                 |
| Litla-Hraun                | Eyrarbakki                    |                             |
| Gefängnis Kvíabryggja      | Grundarfjörður                |                             |
| Gefängnis Akureyri         | Þórunnarstræti, Akureyri      |                             |
| Gefängnis Sogni            | Þórunnarstræti, Selfoss       |                             |
| Gefängnis Bitru            |                               | geschlossen                 |
| Gefängnis á Hólmsheiði     |                               |                             |